# ملكة جمال الكون 2020
ملكة جمال الكون 2020 هي مسابقة ملكة جمال الكون التاسعة والستين في تاريخ مسابقة ملكة جمال الكون منذ انطلاقتها عام 1952، عقدت المسابقة في 16 مايو 2021 في فندق وكازينو سيمينول هارد روك في هوليوود، فلوريدا، الولايات المتحدة. استضاف المسابقة المذيع ماريو لوبيز وملكة جمال السابقة أوليفيا كولبو. فيما عملت بولينا فيغا وديمي لي تيبو كمحللين، وعملت تشيزلي كريست كمراسلة خلف الكواليس، شهدت المسابقة مشاركة 74 متسابقة من مختلف دول العالم، في نهاية الحدث توجت المكسيكية أندريا ميزا من قبل ملكة جمال الكون السابقة زوزيبيني تونزي من جنوب إفريقيا.

## النتائج

### المراكز النهائية
| النتائج النهائية     | المتنافسة |
| -------------------- | --- |
| ملكة جمال الكون 2020 | - المكسيك - أندريا ميزا |
| الوصيفة الأولى       | - البرازيل - جوليا غاما |
| الوصيفة الثانية      | - بيرو - جانيك ماسيتا |
| الوصيفة الثالثة      | - الهند - أدلين كاستيلينو |
| الوصيفة الرابعة      | - جمهورية الدومينيكان - كيمبرلي خيمينيز |
| أفضل 10              | - أستراليا - ماريا ثاتيل - كوستاريكا - إيفون سيرداس - جامايكا - ميكيل سيمون ويليامز - بورتوريكو - إستيفانيا سوتو - تايلند - أماندا أوبدام |
| أفضل 21              | - الأرجنتين - ألينا أكسلراد - كولومبيا - لورا أولاسكواغا - كوراساو - شانتال ويرتز - فرنسا - أماندين بيتي - بريطانيا العظمى - جانيت أكوا - إندونيسيا - أيو موليدا - ميانمار - ثوزار وينت لوين - نيكاراغوا - آنا مارسيلو - الفلبين - ربيعة ماتيو - الولايات المتحدة - آسيا برانش - فيتنام - نغوين تران خانه فان |

§ - الفائز في تصويت المعجبين عبر الإنترنت

### جوائز خاصة
| جائزة                   | متنافسة                                 |
| ----------------------- | --------------------------------------- |
| أفضل زي وطني            | - ميانمار - ثوزار وينت لوين             |
| جائزة التأثير الاجتماعي | - بوليفيا - لينكا نمير                  |
| جائزة كرنفال سبيريت     | - جمهورية الدومينيكان - كيمبرلي خيمينيز |

### ترتيب الإعلان
| 1. كولومبيا 2. بيرو 3. أستراليا 4. فرنسا 5. ميانمار 6. جامايكا 7. المكسيك 8. جمهورية الدومينيكان 9. الولايات المتحدة 10. إندونيسيا 11. الأرجنتين 12. الهند 13. كوراساو 14. بورتوريكو 15. الفلبين 16. البرازيل 17. بريطانيا العظمى 18. نيكاراغوا 19. تايلاند 20. كوستاريكا 21. فيتنام | 1. جامايكا 2. جمهورية الدومينيكان 3. الهند 4. بيرو 5. أستراليا 6. بورتوريكو 7. تايلاند 8. كوستاريكا 9. المكسيك 10. البرازيل | 1. المكسيك 2. الهند 3. البرازيل 4. جمهورية الدومينيكان 5. بيرو |  |

## الخلفية
في 3 مارس 2021، أعلنت منظمة ملكة جمال الكون أن المسابقة ستقام في 16 مايو 2021 في فندق وكازينو سيمينول هارد روك في هوليوود، فلوريدا، الولايات المتحدة. بسبب جائحة كوفيد -19، تم تأجيل المسابقة من خريف / شتاء 2020 إلى ربيع 2021. ستكون هذه هي المرة الثالثة في تاريخ المسابقة التي يقام فيها الحدث بعد انتهاء السنة التقويمية ؛ حدث هذا سابقًا خلال ملكة جمال الكون 2014 وملكة جمال الكون 2016، عندما تم عقدهما في يناير من العام التالي. نسخة 2020 التي تقام في مايو من العام التالي تجعلها أحدث إصدار في تاريخ المسابقة.

### صيغة المسابقة
قبل يومين من المسابقة النهائية في 16 مايو 2021، تنافسات 74 منتدبة في المسابقة التمهيدية، حيث شارك متسابقات في ملابس السباحة وفساتين السهرة، مسبوقة بمقابلة مغلقة، ثم حددت نتائج المسابقة التمهيدية والمقابلة المغلقة بتأهيل 21 متسابقة إلى نصف النهائي، عاد التصويت عبر الإنترنت للسنة الثانية على التوالي، حيث تمكن المشجعون من التصويت لمتسابقة واحدة في الدور قبل النهائي. على عكس العامين الماضيين، تم التخلص من التجمعات القارية، حيث تم اختيار المتأهلين إلى نصف النهائي بشكل عام. ثم تنافسات أفضل 21 متسابقة في ملابس السباحة، مما أدى إلى إلغاء جولة البيان الافتتاحية التي أقيمت على مدار العامين الماضيين، ثم تم تقليصها إلى المراكز العشرة الأولى. تنافسات المتسابقات العشرة الأوائل في فستان السهرة، وتم اختيار الخمسة الأوائل فيما بعد. تنافس المتسابقات الخمسة النهائيون في السؤال الأخير والبيان الختامي ؛ بالنسبة للسؤال الأخير، طُلب من كل متسابقة سؤالاً محددًا من قاضٍ تم اختياره عشوائيًا، بينما في البيان الختامي، اختار كل متسابقة عشوائيًا موضوعًا مسيّسًا وطُلب منه التحدث بحرية عن موضوعه المختار. بعد انتهاء جولات الحوار هذه، تم الإعلان عن الفائز.

### لجنة الإختيار
- شيريل أدكنز جرين - تنفيذية تسويق أمريكية[7][8]
- أردن تشو - ممثلة أمريكية[7][8]
- كريستين دافي - سيدة أعمال أمريكية[7][8]
- كيلتي نايت - مذيع تلفزيوني كندي[7][8]
- بروك لي - ملكة جمال الكون 1997 من الولايات المتحدة[7][8]
- ديبيكا موتيالا - رائدة أعمال أمريكية[7][8]
- تاتيانا أوروزكو - سيدة أعمال كولومبية[7][8]
- زوليكا ريفيرا - ملكة جمال الكون 2006 من بورتوريكو[7][8]

### المتسابقات
تم اختيار متسابقات من 74 دولة ومنطقة للتنافس في المسابقة، نظرًا لإنتشار حائجة كورونا، تم تأجيل العديد من المسابقات الوطنية أو إلغاؤها بالكامل، مما أدى إلى تعيين العديد من الوصيفات السابقات من المسابقات الوطنية السابقة لنسخة 2020، أو إجراء عمليات اختيار بدلاً من ذلك. تم تعيين ثمانية وعشرين من هؤلاء المندوبات في ألقابهم الوطنية، بما في ذلك الأرجنتين، أرمينيا، أروبا، الباهاما، باربادوس، بليز، البرازيل، جزر العذراء البريطانية، بلغاريا، الكاميرون، جزر كايمان، كوراساو، جمهورية التشيك، الدنمارك، جمهورية الدومينيكان، غانا وهايتي وهندوراس وكازاخستان وكوريا ولاوس وموريشيوس وبنما والبرتغال وبورتوريكو وسنغافورة وجمهورية سلوفاكيا وأوكرانيا.
تم تعيين ثلاثة متسابقين بعد انسحاب المتسابقات الأصليات ؛ كان من المتوقع أن تمثل سيلين فان أويتسيل، التي توجت بمسابقة ملكة جمال بلجيكا 2020، بلجيكا، لكنها اختارت عدم المنافسة بسبب جائحة فيروس كورونا-19 في الولايات المتحدة ورغبتها في عدم المنافسة دوليًا في ذلك الوقت. تم استبدالها بمتسابقة دنيا كوفينز، التي كانت الوصيفة الثانية لملكة جمال بلجيكا 2018. تم تعيين أيضاً المتسابقة أماندين بيتي، التي توجت ملكة جمال فرنسا 2021، لتمثيل فرنسا، لتحل محل كليمانس بوتينو، التي توجت ملكة جمال فرنسا 2020. تم التبديل بسبب تعارض محتمل بين ملكة جمال الكون 2021 وملكة جمال فرنسا 2022 في ديسمبر 2021. تم تعيين بيتي في الأصل لتمثيل فرنسا في نسخة 2021، ولكن بما أنه من المتوقع أن تكون حاضرة في ملكة جمال فرنسا 2022، فقد تم نقلها بدلاً من ذلك إلى نسخة 2020 بينما تم نقل بوتينو إلى نسخة 2021. كان من المتوقع أن تمثل ماجدالينا كاسيبورسكا، التي توجت ملكة جمال بولسكي 2019، لكنها اضطرت إلى الانسحاب بعد معاناتها من انزلاق غضروفي في العمود الفقري. تم استبدالها بالمتسابقة ناتاليا بيغوا، التي كانت الوصيفة الأولى لها في ملكة جمال بولسكي 2019.
ستشهد نسخة 2020 الظهور الأول للكاميرون، وعودة غانا وروسيا، اللتين لم تتنافسا منذ 2018. كان من المقرر أصلاً أن تتنافس بنغلاديش مع تانجا زمان ماتيلا، لكنها انسحبت من المنافسة قبل أقل من شهر بسبب جائحة كوفيد-19 في بنغلاديش وفرض عمليات إغلاق وقيود إضافية على السفر. بالإضافة إلى بنغلاديش، ستشهد نسخة 2020 انسحاب ثمانية عشر دولة ومنطقة أخرى، ويرجع ذلك إلى حد كبير إلى الوباء، بما في ذلك أنغولا ومصر وغينيا الاستوائية وجورجيا وألمانيا وغوام وكينيا وليتوانيا ومنغوليا وناميبيا ونيوزيلندا، نيجيريا، سانت لوسيا، سيراليون، السويد، تنزانيا، تركيا، والجزر العذراء الأمريكية. من بين الدول والأقاليم المنسحبة، يمثل انسحاب ألمانيا المرة الأولى التي لن تتنافس فيها في المسابقة منذ ظهورها لأول مرة خلال افتتاح مسابقة ملكة جمال الكون عام 1952.
ستشهد نسخه 2020 عودة غانا، التي لم تتنافس منذ 2018.
| البلد / الإقليم        | اسم المتسابقة             | العمر | الطول    | بلد المنشأ             | المركز               | ملاحظات                     |
| ---------------------- | ------------------------- | ----- | -------- | ---------------------- | -------------------- | --------------------------- |
| ألبانيا                | بولا ميميتوكاي            | 23    | 1 متر 73 | تيرانا                 |                      |                             |
| الأرجنتين              | ألينا لوز أكسلراد         | 23    | 1 متر 75 | قرطبة                  |                      |                             |
| أرمينيا                | مونيكا غريغوريان          | 21    | 1 متر 70 | يريفان                 |                      |                             |
| أروبا                  | هيلين هيرنانديز           | 20    | 1 متر 73 | أورنجستاد              |                      |                             |
| أستراليا               | ماريا ثاتيل               | 28    | 1 متر 63 | ملبورن                 |                      |                             |
| باهاماس                | شونتى ميلر                | 28    | 1 متر 82 | لونغ آيلاند            |                      |                             |
| باربادوس               | هيلاري آن ويليامز         | 25    | 1 متر 70 | كنيسة المسيح           |                      |                             |
| بلجيكا                 | دنيا كوفينز               | 27    | 1 متر 75 | أنتويرب                |                      |                             |
| بليز                   | ايريس سالجويرو            | 24    | 1 متر 75 | سان بيدرو              |                      |                             |
| بوليفيا                | لينكا نيمر                | 24    | 1 متر 76 | لاباز                  |                      |                             |
| البرازيل               | جوليا غاما                | 27    | 1 متر 76 | بورتو أليغري           | الوصيفة الأولى       |                             |
| جزر العذراء البريطانية | شبري فريت                 | 24    | 1 متر 75 | تورتولا                |                      |                             |
| بلغاريا                | رادينيلا تشوشيفا          | 25    |          | صوفيا                  |                      |                             |
| كمبوديا                | ساريتا ريث                | 26    | 1 متر 68 | بنوم بنه               |                      |                             |
| الكاميرون              | أنجيل كوسيندا             | 28    | 1 متر 73 | دوالا                  |                      |                             |
| كندا                   | نوفا ستيفنز               | 26    | 1 متر 85 | فانكوفر                |                      |                             |
| جزر كايمان             | ماريا تيبيتس              | 27    | 1 متر 70 | بلدة بودن              |                      |                             |
| تشيلي                  | دانييلا نيكولاس           | 28    | 1 متر 73 | كوبيابو                |                      |                             |
| الصين                  | جاشين صن                  | 23    | 1 متر 80 | بكين                   |                      |                             |
| كولومبيا               | لورا أولاسكواغا           | 25    |          | قرطاجنة                |                      |                             |
| كوستاريكا              | إيفون سيرداس              | 28    | 1 متر 77 | سان خوسيه              |                      |                             |
| كرواتيا                | ميرنا نايا ماريك          | 22    | 1 متر 77 | زادار                  |                      |                             |
| كوراساو                | شانتال ويرتز              | 22    | 1 متر 83 |                        |                      |                             |
| جمهورية التشيك         | كلارا فافروشكوفا          | 21    | 1 متر 75 | كوستيليتس ناد أورليتسي |                      |                             |
| الدنمارك               | أماندا بيتري              | 23    | 1 متر 74 | كوبنهاغن               |                      |                             |
| جمهورية الدومينيكان    | كيمبرلي خيمينيز           | 24    | 1 متر 82 |                        |                      |                             |
| الإكوادور              | ليلى اسبينوزا             | 24    | 1 متر 78 |                        |                      |                             |
| السلفادور              | فانيسا فيلاسكيز           | 25    | 1 متر 70 |                        |                      |                             |
| فنلندا                 | فيفي ألتونين              | 24    | 1 متر 75 |                        |                      |                             |
| فرنسا                  | أماندين بيتي              | 23    | 1 متر 75 | كان                    |                      |                             |
| غانا                   | تشيلسي تايوي              | 25    | 1 متر 73 |                        |                      |                             |
| بريطانيا العظمى        | جانيت أكوا                | 29    | 1 متر 65 | لندن                   |                      |                             |
| هايتي                  | إيدن بيراندويف            | 24    | 1 متر 75 |                        |                      |                             |
| هندوراس                | سيسيليا روسيل             | 25    | 1 متر 63 |                        |                      |                             |
| آيسلندا                | إليزابيت هولدا سنورادوتير | 22    | 1 متر 75 |                        |                      |                             |
| الهند                  | أدلين كاستيلينو           | 22    | 1 متر 70 | مانغلور                |                      |                             |
| إندونيسيا              | أيو موليدا                | 23    | 1 متر 79 | سورابايا               |                      |                             |
| أيرلندا                | ناديا سايرز               | 26    | 1 متر 73 | بلفاست                 |                      |                             |
| إسرائيل                | تهيلا ليفي                | 19    | 1 متر 80 | يفنه                   |                      |                             |
| إيطاليا                | فيفيانا فيزيني            | 27    | 1 متر 78 | كالتانيسيتا            |                      |                             |
| جامايكا                | ميكيل سيمون ويليامز       | 24    | 1 متر 82 | منى                    |                      |                             |
| اليابان                | ايشا هارومي توتشيغي       | 25    | 1 متر 73 | تشيبا                  |                      |                             |
| كازاخستان              | كاميلا سيريكباي           | 18    | 1 متر 70 | كيزيلوردا              |                      |                             |
| كوريا                  | ها ري بارك                | 21    | 1 متر 78 | إنتشون                 |                      |                             |
| كوسوفو                 | بليرتا فيسيلي             | 25    | 1 متر 75 |                        |                      |                             |
| لاوس                   | كريستينا لاساسما          | 27    | 1 متر 70 | فيينتيان               |                      |                             |
| ماليزيا                | فرانسيسكا جيمس            | 25    | 1 متر 77 |                        |                      |                             |
| مالطا                  | أنثيا زميت                | 26    | 1 متر 70 |                        |                      |                             |
| موريشيوس               | فاندانا جيتاه             | 29    | 1 متر 78 |                        |                      |                             |
| المكسيك                | أندريا ميزا               | 26    | 1 متر 80 |                        | ملكة جمال الكون 2020 |                             |
| ميانمار                | ثوزار وينت لوين           | 22    | 1 متر 78 | هاكا                   |                      |                             |
| نيبال                  | أنشيكا شارما              | 24    | 1 متر 77 | مقاطعة جابا            |                      |                             |
| هولندا                 | دينيس سبيلمان             | 24    | 1 متر 83 |                        |                      |                             |
| نيكاراغوا              | آنا مارسيلو               | 24    | 1 متر 74 |                        |                      |                             |
| النرويج                | سنييفا فريجستاد           | 21    | 1 متر 71 |                        |                      |                             |
| بنما                   | كارمن جاراميلو            | 26    | 1 متر 78 |                        |                      |                             |
| باراغواي               | فانيسا كاسترو             | 28    | 1 متر 75 |                        |                      |                             |
| بيرو                   | جانيك ماسيتا              | 27    | 1 متر 76 |                        |                      |                             |
| الفلبين                | ربيعة ماتيو               | 24    | 1 متر 70 |                        |                      |                             |
| بولندا                 | ناتاليا بيغوا             | 27    | 1 متر 75 | وودج                   |                      | وصيفة ملكة جمال بولسكي 2019 |
| البرتغال               | كريستيانا سيلفا           | 19    | 1 متر 70 |                        |                      |                             |
| بورتوريكو              | إستيفانيا سوتو            | 29    | 1 متر 80 |                        |                      |                             |
| رومانيا                | بيانكا تيرسين             | 22    | 1 متر 75 |                        |                      |                             |
| روسيا                  | ألينا سانكو               | 22    | 1 متر 75 | آزوف                   |                      |                             |
| سنغافورة               | برناديت اونج              | 26    | 1 متر 70 |                        |                      |                             |
| سلوفاكيا               | ناتاليا هوشتاكوفا         | 26    | 1 متر 70 | براتيسلافا             |                      |                             |
| جنوب أفريقيا           | ناتاشا جوبيرت             | 23    | 1 متر 72 |                        |                      |                             |
| إسبانيا                | أندريا مارتينيز           | 27    | 1 متر 80 |                        |                      |                             |
| تايلند                 | أماندا أوبدام             | 27    | 1 متر 70 |                        |                      |                             |
| أوكرانيا               | إليزافيتا ياستريمسكايا    | 28    | 1 متر 73 | كييف                   |                      |                             |
| أوروغواي               | لولا دي لوس سانتوس        | 23    | 1 متر 70 | بايساندو               |                      |                             |
| الولايات المتحدة       | آسيا برانش                | 23    | 1 متر 73 | بونفيل                 |                      |                             |
| فنزويلا                | ماريانخيل فيلاسميل        | 25    | 1 متر 78 | مدينة أوخيدا           |                      |                             |
| فيتنام                 | نغوين تران خانه فان       | 25    | 1 متر 75 | مدينة هو تشي منه       |                      |                             |

## الروابط الخارجية
- موقع ملكة جمال الكون الرسمي